# Баринова-Кулеба Віра Іванівна
Ві́ра Іва́нівна Ба́ринова-Куле́ба (нар. 1 грудня 1938, Римарівка) — українська живописиця, педагог; член Спілки радянських художників України з 1970 року, член-кореспондент Національної академії мистецтв України з 2006 року, дійсний член — з 2017 року. Мати графіка Олени Баринової.

## Біографія
Народилася 1 грудня 1938 року на хуторі Мельникове-Кулебине (нині село Римарівка Миргородського району Полтавської області, Україна) в селянській сім'ї. Упродовж 1954—1959 років навчалася у Харківському художньому училищі у Адольфа Константинопольського, Анатолія Луценка; у 1959—1965 роках — у Київському художньому інституті у Карпа Трохименка, Володимира Костецького, Віктора Пузиркова, Валентини Виродової-Готьє, Олександра Будникова, Сергія Подерв'янського, Олександра Сиротенка, Миколи Стороженка, Іллі Штільмана, Данила Лідера. У 1965—1968 роках стажувалася у творчих майстернях Академії мистецтв СРСР у Києві під керівництвом Сергія Григор'єва і Михайла Дерегуса та два місяці стажувалася у Німецькій Демократичній Республіці.
1968 року почала працювати у Київському художньому інституті: викладач, старший викладач, доцент, з 1995 року — професор живопису. Серед учнів: Ксенія Клименко, Вадим Кучер-Куцан, Дарія Одайник, Володимир Гурін, Всеволод Зяблов, Ольга Марищук-Кендел.

## Творчість
Працює у галузі станкового живопису, створює жанрові полотна, портрети, пейзажі, натюрморти у реалістичному стилі. Серед робіт:
- «Дівчата» (1965);
- «У батьків» (1966);
- «Сім'я» (1968);
- «Мати» (1968);
- «Вісті з села» (1968);
- «Запрошення на весілля» (1968);
- «1945 рік» (1969);
- «Пісня» (1970);
- «Батьки» (1970);
- «Автопортрет з дітьми» (1973);
- «На світанку» (1978);
- «1941 (роки війни)» (1978—1980);
- триптих «Перший радянський хліб» (1979);
- «До мами на ферму» (1980);
- «Леся Українка і Ольга Кобилянська» (1980);
- триптих «В ім'я життя» (1982);
- «Півники» (1984);
- «Материнський сон» (1985);
- триптих «Моя мама» (1985);
- «Декрет про землю» (1986—1987);
- «Урок миру» (1986);
- серія «Давність і тепер» (1988—1998);
- «Великдень» (1989);
- «Білі гуси» (1989);
- «Щасливої дороги» (1989);
- «Моя мама і брат» (1989);
- «Казка» (1990);
- «Дівки прядуть» (1990);
- «Перепілочка» (1990);
- «Мати із сином» (1991);
- «Портрет Михайла Драгоманова» (1991)
- триптих «Козаки» (1992);
- «Сінокос дядька Миколи» (1992);
- «Батько і стебельце» (1992);
- серія «По Полтавщині» (1993);
- «Запрошуємо на весілля» (1994);
- «Автопортрет» (1998);
- «Благословення» (1998);
- «Бабине літо» (1999);
- «Сину, це твоя земля» (1999);
- «Чорновіл» (2000);
- «Синок мій» (2000);
- «Батько» (2001);
- «Благословення» (2001);
- «Запрошення» (2001; 2019);
- «Мої батьки» (2006);
- «Радість у танцях» (2006);
- «На Сорочинському ярмарку» (2007);
- «Щаслива сім'я» (2007—2008);
- «Мій батько в полі» (2010);
- «Свято врожаю» (2011).

З 1965 року брала участь у всесоюзних та республіканських виставках; а також у виставці 17-ти українських художників у Лондоні, на аукціонах «Крістіз» та «Сотбі» (усі — 1989). Персональні виставки відбулися у селі Красній Луці у 1975 році, Гадячі на початку 1990-х років, Вашингтоні у 1995 році, Києві у 2000 році, Чикаго у 2001 році.
Картини художниці зберігаютьсяв Національному художньому музеї України, у приватних колекціях в Україні, Великобританії, Німеччині, США, Угорщині, Франції, Швейцарії.

## Відзнаки
Нагороджена
- орденом княгині Ольги III ступеня (2008)[3];
- срібною медаллю Національної академії мистецтв України (2008);
- золотою медаллю Національної академії мистецтв України (2018);
- золотою медаллю Національної академії образотворчого мистецтва і архітектури (2018).

Почесні звання
- Заслужений діяч мистецтв УРСР з 1989 року;
- Народний художник України з 2009 року[4];
- Почесний професор Нанкінського художнього інституту «Сяочжуан» з 2011 року (Китайська Народна Республіка).